# Playa de Aro
Playa de Aro (oficialmente en catalán: Platja d'Aro), antiguamente conocida como Playa de Àreu o Fenals d'Aro, es una entidad de población del municipio bajo-ampurdanés de Castell y Playa de Aro, junto con Castell d’Aro y S’Agaró. Playa de Aro es el núcleo de población principal del municipio y el lugar donde se encuentra la casa de la villa. En 2009 tenía 7331 habitantes. En cuatro años aumentó un 13,3 %, y en 2021 tenía 11 455, pero durante la temporada de verano, llega a las 90 000 personas. 
Contaba tan solo con 113 habitantes a principios del siglo XX, cuando se llamaba Fenals d'Aro. Pero este núcleo se desarrolló durante el boom turístico de los años 1960, cambiando su nombre en 1962 al actual.  Actualmente, tiene unos 32 hoteles,1600 pisos y tres campings. Es un centro importante de comercio y de ocio diurno y nocturno de la Costa Brava. Además, es conocido por su famosa celebración de carnaval, recuperado en 1978 e inspirado en los modelos centroeuropeos, es un referente en la Costa Brava gracias a sus disfraces y un Gran Desfile de Carrozas y Comparsas.
El pueblo cuenta con más de dos kilómetros de playa y un conjunto de calas que complementan su paisaje.

## Lugares de interés
- Villa romana de Pla de Palol
- Sus playas
- El puerto deportivo en la desembocadura del Ridaura

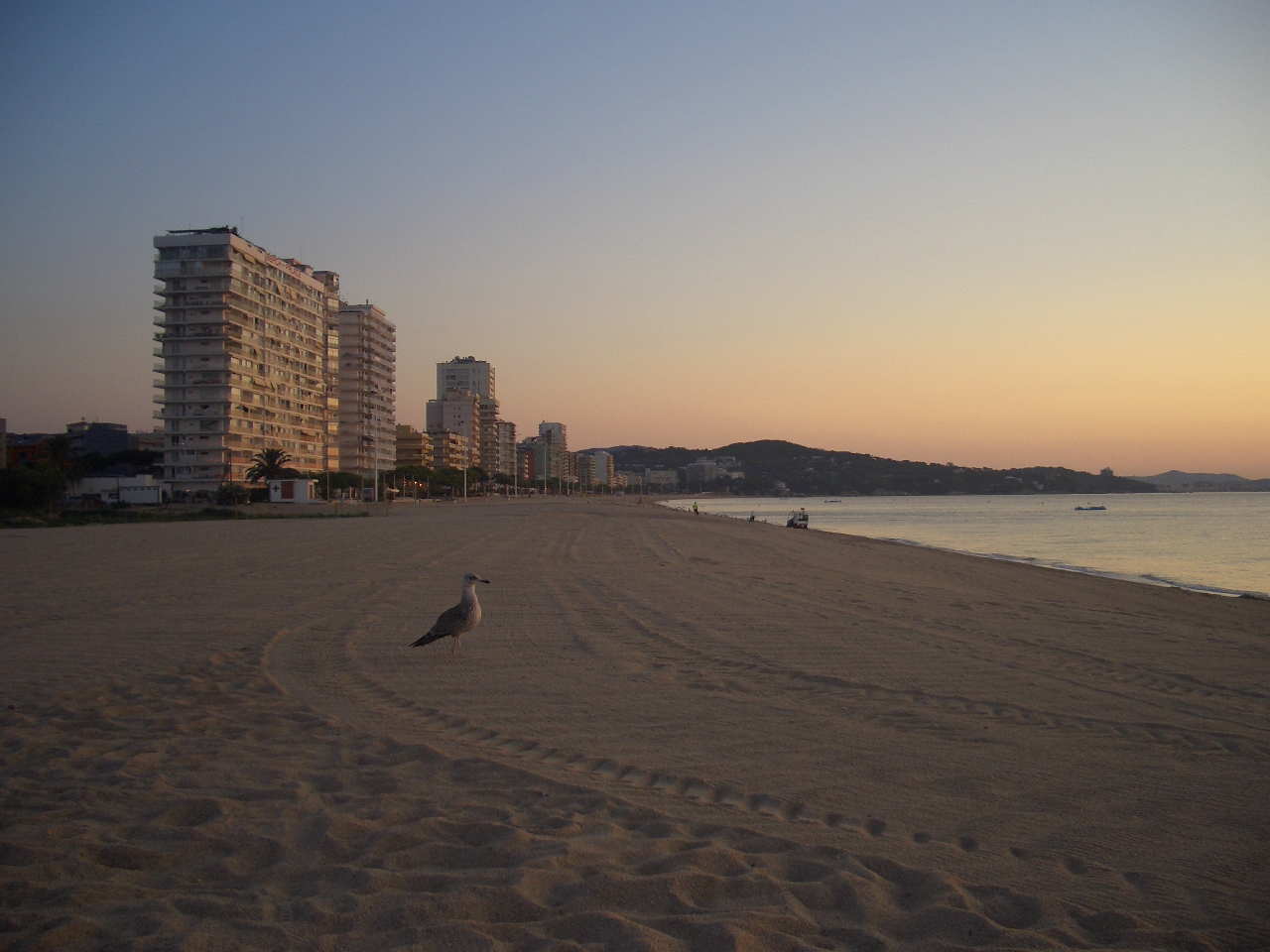
La playa
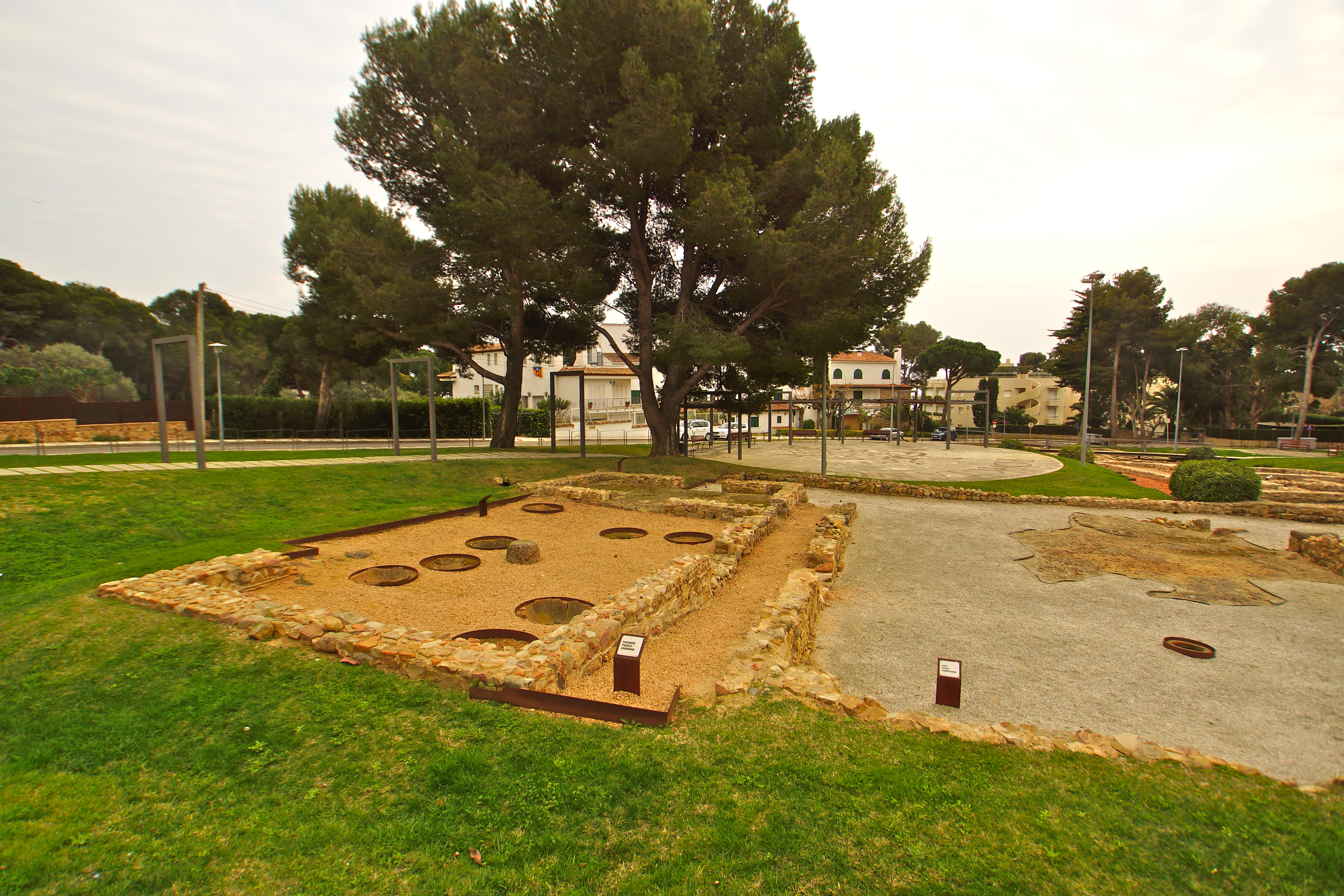
La villa romana
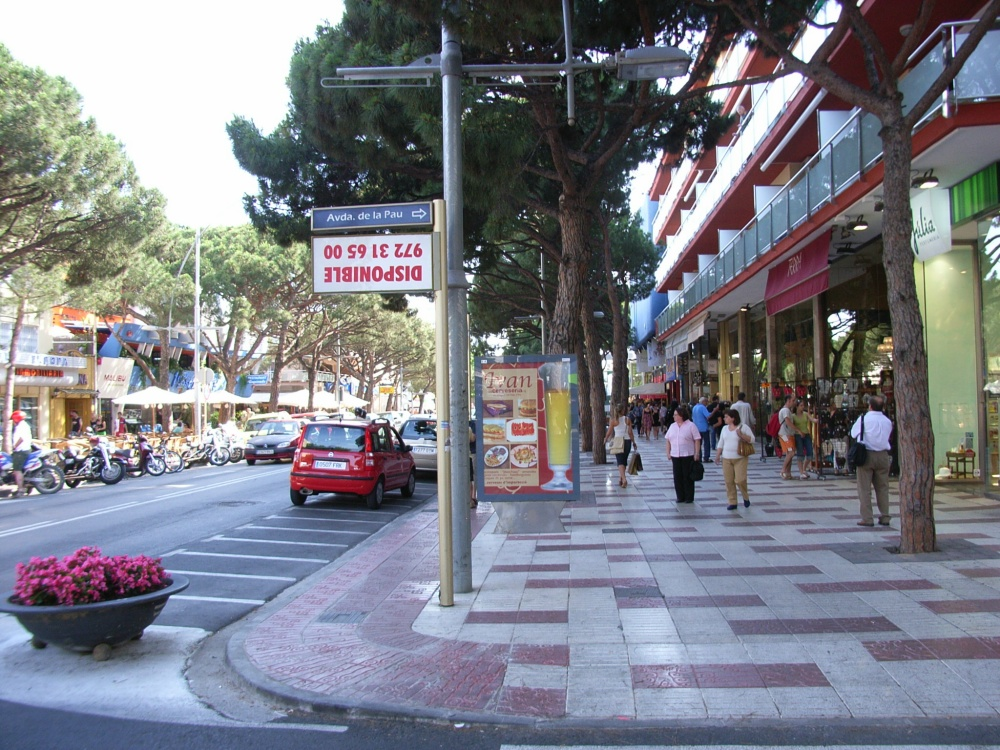
Calle mayor